# Suzuki GSF 1200S Bandit
Suzuki GSF 1200S Bandit je polokapotovaný naked bike motocykl firmy Suzuki, vyráběný v letech 1996–2006. Nástupcem se stal model Suzuki GSF 1250S Bandit. Souběžně se vyráběla i nahá verze.

## Popis
Výhodou je silný zátah vzduchem chlazeného motoru, dobrá ovladatelnost, dostatek místa pro řidiče i spolujezdce a vysoká spolehlivost. Nevýhodou je vyšší spotřeba oleje a rychle se opotřebovávající ložiska v krku řízení.

## Generace
- 1. generace (do roku 2000) – od roku 1997 volitelně s ABS
- 2. generace (2001-2005) – nově stylizované kapoty a změněný rám
- 3. generace (2006) – sériově ABS a přepracovaný podvozek

## Fotogalerie

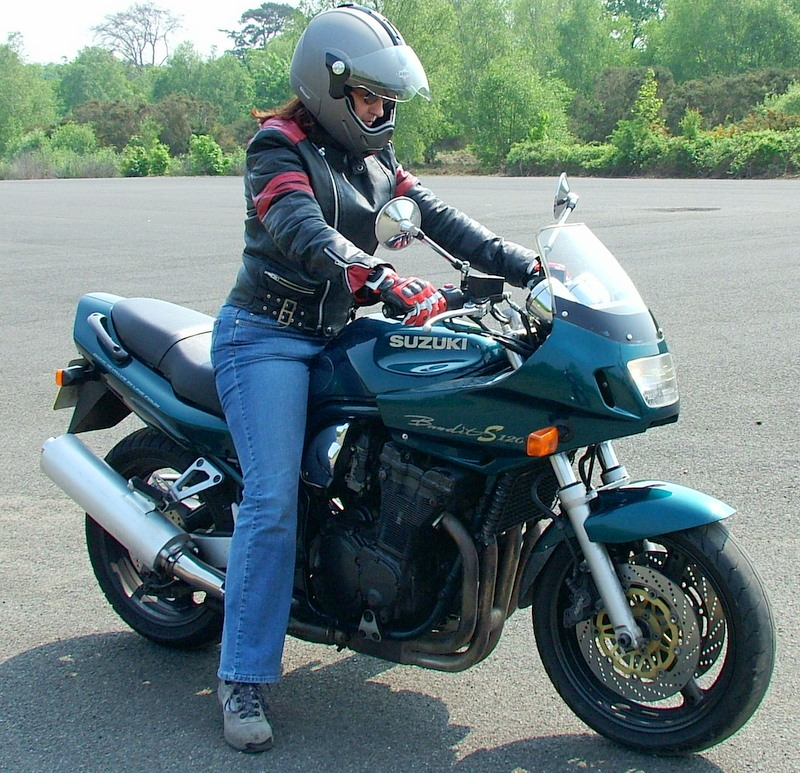
Bandit (1996)
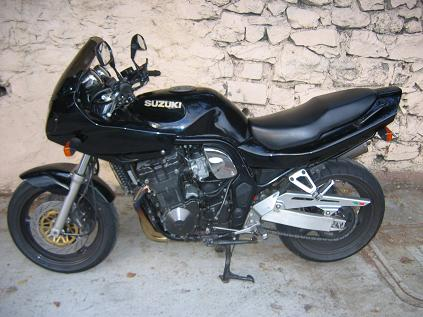
Bandit (1998)
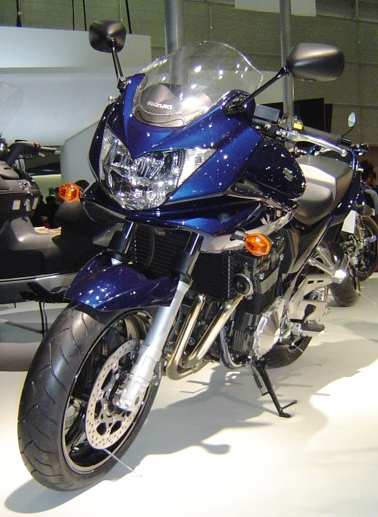
Bandit (2006)

## Technické parametry
- Rám: dvojitý, kolébkový, ocelový
- Suchá hmotnost: 215 kg
- Pohotovostní hmotnost: 238 kg
- Maximální rychlost: 230 km/h
- Spotřeba paliva: 5,1–5,4 l/100 km